# Meterizi
Meterizi este un sat din comuna Cetinje, Muntenegru. Conform datelor de la recensământul din 2003, localitatea are 65 de locuitori (la recensământul din 1991 erau 41 de locuitori).

## Demografie
În satul Meterizi locuiesc 55 de persoane adulte, iar vârsta medie a populației este de 48,7 de ani (49,3 la bărbați și 48,2 la femei). În localitate sunt 28 de gospodării, iar numărul mediu de membri în gospodărie este de 2,32.
|  |

| Demografie | Demografie | Demografie |
| An         | Locuitori  | Locuitori  |
| ---------- | ---------- | ---------- |
|            |            |            |
|            |            |            |
|            |            |            |
|            |            |            |
| 1948       | 277        |            |
| 1953       | 242        |            |
| 1961       | 198        |            |
| 1971       | 155        |            |
| 1981       | 106        |            |
| 1991       | 41         | 41         |
| 2003       | 90         | 65         |

| \| Componența etnică conform recensământului din 2003[2] \| Componența etnică conform recensământului din 2003[2] \| Componența etnică conform recensământului din 2003[2] \| Componența etnică conform recensământului din 2003[2] \| Componența etnică conform recensământului din 2003[2] \| \| ----------------------------------------------------- \| ----------------------------------------------------- \| ----------------------------------------------------- \| ----------------------------------------------------- \| ----------------------------------------------------- \| \| \| \| \| \| \| \| Muntenegreni \| Muntenegreni \| \| 48 \| 73,84% \| \| Sârbi \| Sârbi \| \| 14 \| 21,53% \| \| necunoscută \| necunoscută \| \| 0 \| 0% \| |              |  |    |        |
| Componența etnică conform recensământului din 2003 |              |  |    |        |
| |              |  |    |        |
| Muntenegreni | Muntenegreni |  | 48 | 73,84% |
| Sârbi | Sârbi        |  | 14 | 21,53% |
| necunoscută | necunoscută  |  | 0  | 0%     |